# 1981-es US Open (tenisz)
Az 1981-es US Open az év harmadik Grand Slam-tornája volt. A US Open teniszbajnokságot ebben az évben 101. alkalommal rendezték meg augusztus 26–szeptember 7. között. A férfiaknál az amerikai John McEnroe ismét megvédte címét, a nőknél a szintén amerikai Tracy Austin győzött.

## Döntők

### Férfi egyes
John McEnroe -   Björn Borg,  4–6, 6–2, 6–4, 6–3

### Női egyes
Tracy Austin -  Martina Navratilova, 1–6, 7–6(4), 7–6(1)

### Férfi páros
Peter Fleming /  John McEnroe -  Heinz Günthardt /  Peter McNamara, játék nélkül

### Női páros
Kathy Jordan /  Anne Smith -  Rosemary Casals /  Wendy Turnbull,  6–3, 6–3

### Vegyes páros
Anne Smith /  Kevin Curren -  JoAnne Russell /  Steve Denton, 6–4, 7–6(4)

## Juniorok

### Fiú egyéni
Thomas Högstedt –  Hans Schwaier 7–5, 6–3

### Lány egyéni
Zina Garrison –  Kate Gompert 6–0, 6–3